# Flugplatz Breitscheid

i7
i11
i13
Der Flugplatz Breitscheid (ICAO-Code: EDGB) ist ein Verkehrslandeplatz in Breitscheid im Westerwald und befindet sich innerhalb der Radio Mandatory Zone des benachbarten Flughafens Siegerland.
Der Platz ist zwischen März und November tagsüber geöffnet. An Sonn- und Feiertagen dürfen während der Mittagszeit (13:00 bis 14:30 Uhr lokal) aus Lärmschutzgründen keine motorisierten Luftfahrzeuge starten.

## Allgemeines
Genutzt wird der Flugplatz „auf der Hub“ für Motorflugzeuge (zugelassen bis 2000 kg bzw. nach Anfrage bis 5700 kg), Motorsegler, Segelflugzeuge und Ultraleichtflugzeuge sowie für Fallschirmspringer. Zugelassen sind außerdem Hubschrauber. Linienflüge werden nicht durchgeführt.
Betreiber des Flugplatzes ist die Luftsportgruppe Breitscheid-Haiger, welche unter anderem auch die Ausbildung im Segel- und Motorflug anbietet. Am Platz gibt es unter anderem eine Flugzeugwerft, eine Tankstelle für Flugbenzin, eine Flugschule, eine Pension und ein Restaurant. Gelegentlich probt die Luftwaffe hier mit Transall-Maschinen das Starten und Landen auf kurzen Pisten.

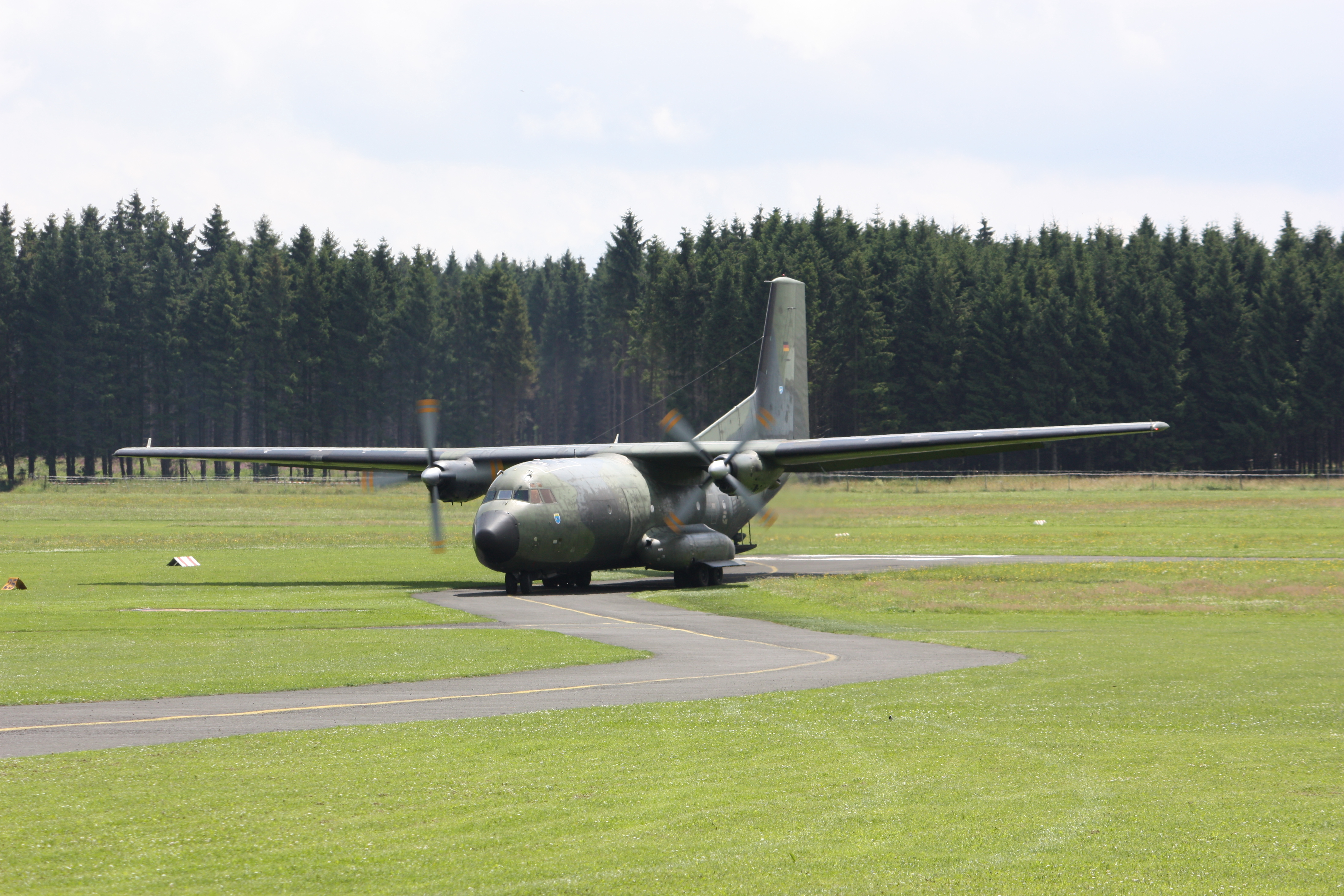
Transall in Breitscheid

## Geschichte
In den 1930er Jahren wurde auf der Hub, oberhalb des Dorfes Breitscheid, von der Wehrmacht eine sogenannte „Musterviehweide“ angelegt. Tatsächlich wurde hier aber ein Feldflugplatz gebaut und 1938 fertiggestellt. Durch den Flugplatz wurde Breitscheid im Zweiten Weltkrieg des Öfteren Ziel alliierter Bomber. 1952, nachdem es den Deutschen wieder erlaubt war zu fliegen, begann eine kleine Gruppe, den Flugbetrieb auf dem ehemaligen Militärflugplatz aufzubauen. Mit einem Startkapital von nicht einmal 60 € wurde das erste Flugzeug in Eigenleistung gebaut.

## Start- und Landebahnen
Heute kann der Platz zwei parallele Start- und Landebahnen vorweisen. Die nördliche hat eine asphaltierte Länge von 785 und eine Breite von 15 Metern. Mit dem nutzbaren Grasbereich beträgt die Gesamtlänge 1002 und die Breite 30 Meter. Die südliche Grasbahn ist 900 Meter lang und 30 Meter breit.
Für Segelflieger gibt es im Süden noch eine dritte Landebahn mit 250 Metern Länge, welche allerdings nur in Betriebsrichtung 25 genutzt wird.
Eine Verlängerung der nördlichen Start- und Landebahn von 900 auf 1000 Meter wurde 2012 beim zuständigen Regierungspräsidium beantragt und ist seit Mai 2016 genehmigt. 

## Lage und Anfahrt

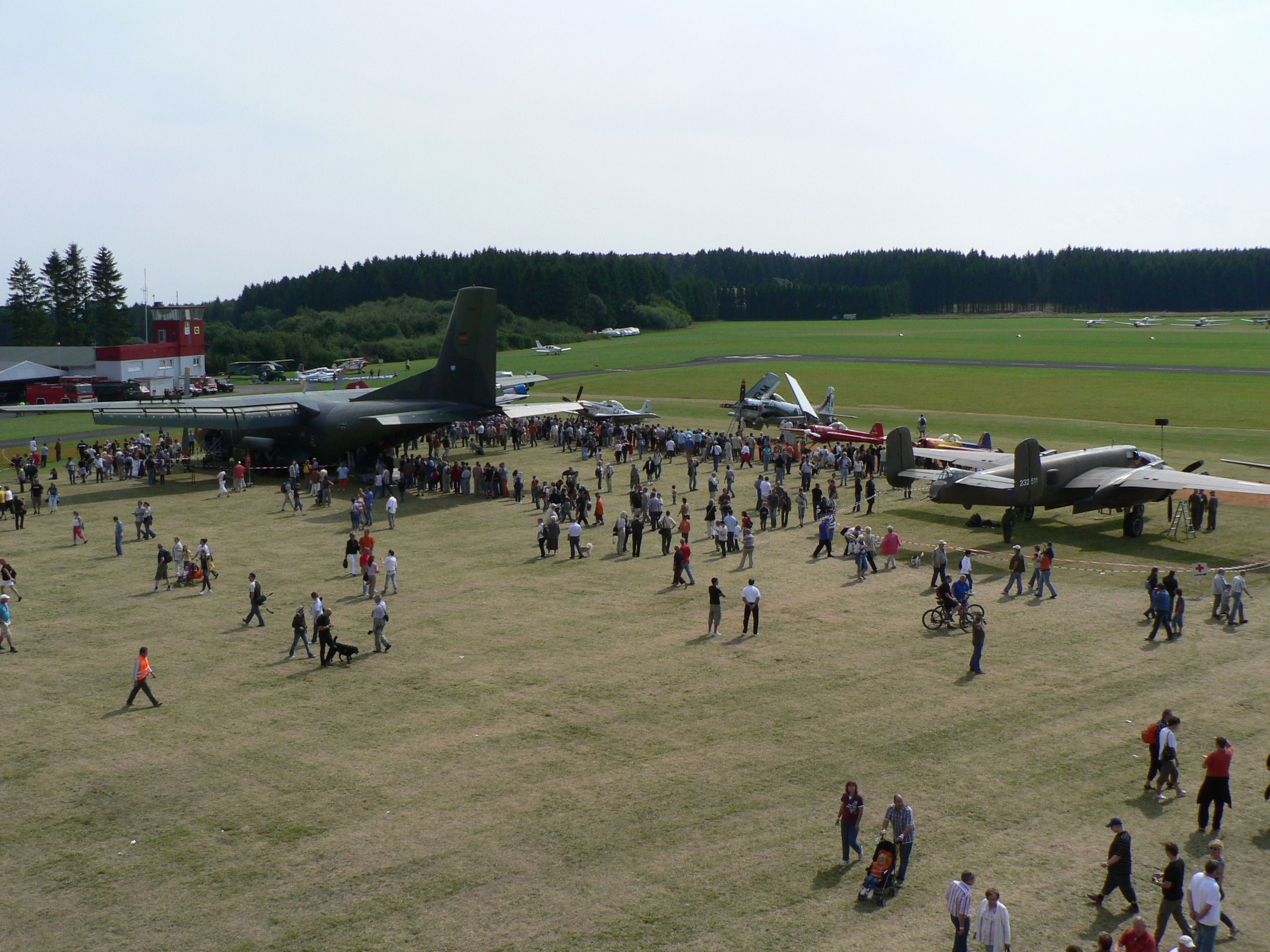
Flugtag 2008

Der Flugplatz liegt im hessischen Lahn-Dill-Kreis zwischen Breitscheid und Rabenscheid. Die Landesstraße L 3044 führt direkt an dem auf einer Hochfläche in 559 Metern Höhe gelegenen Platz vorbei. Die Autobahn-Anschlussstelle Herborn-West an der A 45 liegt 9 km entfernt, die Anschlussstelle Haiger-Burbach (ebenfalls A 45) 14 km.

## Veranstaltungen
2009 und 2014 fand das Bundesjugendvergleichsfliegen im Segelflug auf dem Flugplatz statt.
Die Luftsportgruppe richtete außerdem regelmäßig einen internationalen Flugtag aus. Der bisher letzte Flugtag, nun „Airshow“ genannt, fand am 29. und 30. August 2015 statt. Im September 2024 fand erstmals die „JetPower“ – eine internationale Fachmesse für Jet-Modellflugzeuge auf dem Flugplatz statt.

## Sonstiges
Am 16. Juli 2011 verunglückte ein Tragschrauber beim Anflug auf den Flugplatz bei böigem Seitenwind, beide Insassen kamen dabei ums Leben.